# Devrek Çayı
Der Devrek Çayı ist ein linker Nebenfluss des Filyos Çayı im Norden der Türkei. In der Antike hieß der Fluss Ladōn (latinisiert: Ladon).
Der Devrek Çayı entspringt in der Provinz Bolu am See Abant Gölü. Er fließt anfangs als Abant Çayı in nordöstlicher Richtung nach Bolu. Er setzt seinen Kurs als Büyüksu Çayı in Richtung Ostnordost fort. Bei Gökçesu nimmt er den Mengen Çayı von rechts auf und wendet sich anschließend nach Norden und durchschneidet als Bolu Çayı eine Bergkette des Westpontischen Gebirges. Die 108 m hohe Köprübaşı-Talsperre staut den Fluss. Unterhalb des Staudamms überquert der Fluss die Provinzgrenze nach Zonguldak. Später passiert er die Stadt Devrek
und erreicht 15 km weiter nordöstlich den Filyos Çayı.
Der Devrek Çayı hat eine Länge von ca. 150 km.